# Tricyphona (Tricyphona) perpallens
Tricyphona (Tricyphona) perpallens is een tweevleugelige uit de familie Pediciidae. De soort komt voor in het Oriëntaals gebied.